# José León Suárez
José León Suárez è una località del Partido di General San Martín, nella provincia di Buenos Aires.

## Geografia
José León Suárez è situata nel nord del partido di General San Martín, all'interno della conurbazione della Grande Buenos Aires, a breve distanza dalle rive del fiume Reconquista.

## Storia
Fu fondata ufficialmente il 10 maggio 1932, giorno in cui era stata aperta al traffico la locale stazione ferroviaria della rete Mitre. Assunse l'odierna denominazione otto anni più tardi in onore di un avvocato di diritto internazionale argentino. Nel secondo dopoguerra la località iniziò a espandersi grazie all'arrivo dell'ultima grande ondata migratoria proveniente dall'Europa.
Il 9 giugno 1956, nel corso della ribellione guidata dal generale Valle, dodici militanti peronisti furono fucilati dai militari. Sette condannati riuscirono però a sopravvivere alle ferite.

## Infrastrutture e trasporti

### Ferrovie
José León Suárez è servita da una propria stazione ferroviaria posta lungo la linea suburbana Mitre che unisce le località del ovest dell'area metropolitana bonaerense con Buenos Aires.